# 切爾寧 (塔拉夏區)
49°34′1″N 30°21′55″E / 49.56694°N 30.36528°E
切爾寧（烏克蘭語：Чернин）是位於烏克蘭北部的村莊，由基辅州白采爾克瓦區的塔拉夏市鎮負責管轄。該村始建於1766年，面積4.78平方公里，海拔高度201米，2001年人口714，人口密度每平方公里149.5人。